# كين بيركلي
كين بيركلي (بالإنجليزية: Ken Berkeley)‏ هو متسابق يخت أسترالي، ولد في 14 أكتوبر 1929، وتوفي في 18 يوليو 2018.

## وصلات خارجية
- كين بيركلي على موقع أوليمبيديا (الإنجليزية)